# Rock néo-zélandais
Le rock néo-zélandais, ou parfois appelé rock kiwi, désigne le rock interprété par des groupes et artistes néo-zélandais.

## Histoire

### Années 1960-1970
Le premier tube de rock 'n' roll écrit par un néozélandais est le hit de Ray Columbus, She's a Mod. On peut aussi penser à la sortie de Nature par The Fourmyula en décembre 1969.
Dans les années 1970 le rock néo-zélandais commence à décoller notamment avec les groupes The Dudes et Dd Smash. Dave Dobbyn a officié dans ces deux derniers.
Le groupe Split Enz, dont faisaient partie les frères Neil Finn et Tim Finn a également eu une influence majeure. En 1976, six million d'albums de rock sont vendus. L'année suivante, huit singles et trois albums atteignent les charts. En 1979, le festival Nambassa s'organise au Landlyst Rd à Golden Valley, et compte 65 000 fans qui y assistent.

### Années 1980-1990
Les années 1980 voient l'émergence de nombreux groupes issus du label Flying Nun des villes de Christchurch et Dunedin, qui eurent une grande influence dans le développement du rock indépendant moderne.
Formé en 1988, le groupe Shihad sort plusieurs albums dans les années 1990 et obtient le succès en Nouvelle-Zélande. Le chanteur d'Auckland Darcy Clay est félicité en 1997 pour son hit classé 5e  Jesus I Was Evil. Il est signé au label Antenna Records avant de se suicider en 1998.

### Années 2000-2010
Dans les années 2000-2010 trouvent parmi les fers de lance du rock en Nouvelle-Zélande les groupes : The Datsuns, The Phoenix Foundation (en), Fat Freddy's Drop, Shihad Steriogram, The Feelers et Blindspott. Des musiciens du rock alternatif (moins médiatisés et peu connus en France) continuent d'accomplir un travail de fond en dehors du marché du showbiz :  Bailter Space, Tall Dwarfs (Chris Knox), The Bilders, The Bats, The Clean, Die! Die! Die!, et Swamp Thing.
Le groupe de rock Elemeno trouve aussi le succès entre 2002 et 2008 avec trois albums. Elemeno P est considéré comme le plus gros vendeur en Nouvelle-Zélande.